# 티펜카스텔역
티펜카스텔역(Tiefencastel)은 스위스 그라우뷘덴주의 티펜카스텔 지자체에 있는 기차역이다. 래티셰 철도의 1,000 mm 미터궤 알불라선의 중간 정차역이다. 이 노선 구간에서 매시간 운영된다.

## 운행편
다음 서비스는 티펜카스텔에서 정차한다.
- 빙하특급 : 체르마트와 생모리츠 사이를 하루에 여러 번 왕복한다.
- 베르니나 익스프레스 : 쿠어와 티라노 사이를 하루에 여러 번 왕복한다.
- 인터레기오 : 쿠어와 생모리츠 사이를 매시간 운행한다.
- 레기오 : 쿠어와 생모리츠 간 제한된 운행